# Celestino Sfondrati

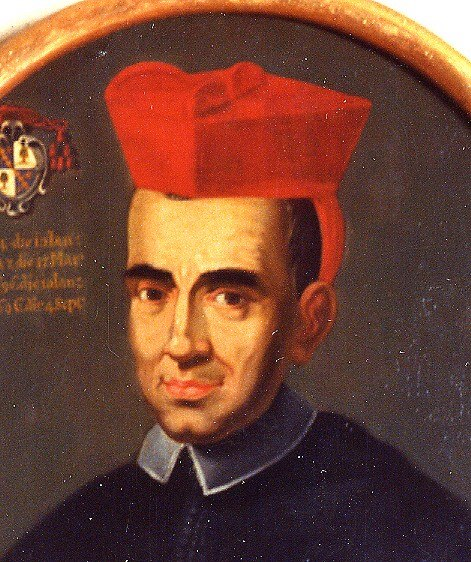
Fürstabt Coelestin Kardinal Sfondrati OSB

Celestino Sfondrati OSB (* 10. Januar 1644 in Mailand als Valentino Sfondrati; † 4. September 1696 in Rom; deutsch Coelestin Sfondrati) war Fürstabt von St. Gallen und Kardinal.

## Leben
Er war der Sohn des Mailänder Patriziers Marchese Valeriano Sfondrati, Generalkommissar der spanischen Armee, und dessen Ehefrau Paola Camilla Marliana. Von seines Vaters Seite war er ein Großneffe des Papstes Gregor XIV., Urgroßneffe von Kardinal Francesco Sfondrati und Neffe des Kardinals Paolo Emilio Sfondrati.
Im Alter von zwölf Jahren trat er in die von St. Gallener Benediktinern geleitete Schule in Rorschach am Bodensee ein. Am 26. April 1660 wurde er in Abtei St. Gallen in den benediktinischen Habit eingekleidet und erhielt den Ordensnamen Coelestin (Celestino) an. Am 14. Mai 1665 empfing er die niederen Weihen, am 19. September desselben Jahres wurde er Subdiakon, am 24. September 1667 empfing er die Diakonenweihe und am 26. April 1668 die Priesterweihe. Bereits als Diakon lehrte er 1667 in Kempten Philosophie und Theologie. An der Universität der Benediktiner in Salzburg erlangte er 1679 den akademischen Grad eines Doctor theologiae sowie den eines Dr. iur. can. Nach seiner Priesterweihe wurde er Novizenmeister im Kloster St. Gallen und lehrte als Professor an der Universität der Benediktiner in Salzburg Kanonisches Recht bis 1682, als er in das Kloster St. Gallen zurückkehrte, um eine kleine Landgemeinde nahe Rorschach als Priester zu betreuen. Kurze Zeit später ernannte Abt Gallus Alt ihn zu seinem Generalvikar.
Papst Innozenz XI. ernannte Pater Celestino Sfondrati am 30. Oktober 1686 zum Bischof von Novara, was er nur widerstrebend annahm. Seine Wahl zum Fürstabt von St. Gallen am 17. April 1687 befreite ihn davon, das Bistum in Besitz zu nehmen. Er wandte sich gegen die Strömungen des Gallikanismus und des Jansenismus und verteidigte die Autorität des Papstes gegen diese Strömungen. So kreierte ihn Papst Innozenz XII. im Konsistorium vom 12. Dezember 1695 zum Kardinal und verlieh ihm als Kardinalpriester am 20. Februar 1696 die Titelkirche Santa Cecilia in Trastevere. Doch kaum hatte er Rom erreicht, begann seine Gesundheit zu schwinden. Nur neun Monate nach seiner Kardinalserhebung starb Celestino Sfondrati und wurde in seiner Titelkirche Santa Cecilia in Trastevere beigesetzt.

## Werke
- Cursus theologicus in gratiam et utilitatem Fratrum Religiosorum. 10 Bände. St. Gallen 1670 (anonym).
- Disputatio juridica de lege in praesumptione fundata. Salzburg 1681; 2. Auflage Salem 1718.
- Regale sacerdotium Romano Pontifici assertum. St. Gallen 1684, 1693, 1749 (veröffentlicht unter dem Pseudonym Eugenius Lombardus, eine Verteidigung der päpstlichen Vorrechte gegen die vier Gallikanischen Artikel von 1682).
- Cursus philosophicus monasterii S. Galli. 3 Bde. St. Gallen 1686.
- Gallia vindicate. 2 Bände. St. Gallen 1688 (weitere Schrift gegen den Gallikanismus).
- Legatio Marchionis Lavardini ejusque cum Innocentio XI dissidium. 1688.
- Nepotismus theologice expensus. St. Gallen 1692.
- Innocentia vindicata. St. Gallen 1695 (Versuch des Beweises, dass bereits Thomas von Aquin die Lehre von der Unbefleckten Empfängnis Mariens vertrat).
- Nodus praedestinationis ex sac. litteris doctrinaque SS. Augustini et Thomae, quantum homini licet, dissolutus. Rom 1697 (postume Streitschrift gegen die Jansenisten mit Betrachtungen zu den Fragen der Gnade und der Prädestination nach Augustinus).